# Gabriele Rech
Gabriele Rech (* in Duisburg) ist eine deutsche Opernregisseurin und Hochschullehrerin an der Hochschule für Musik und Tanz Köln, Abteilung Aachen.

## Leben und Wirken
Aufgewachsen in einer Arztfamilie wurde Gabriele Rech in ihrem musikalischen Elternhaus schon als Kind durch die Teilnahme am Ballet-, Klavier- und Gesangsunterricht an die Musik herangeführt und ihr Interesse für ihre spätere Berufslaufbahn geweckt. Nach dem Abitur studierte sie an der Ruhr-Universität Bochum Germanistik und Anglistik und erhielt nach ihrer Magisterprüfung eine erste Anstellung in der Dramaturgie und Regie am Schauspielhaus Neuss.
Danach wechselte sie an das Musiktheater im Revier, wo sie unter anderem als Regieassistentin von Christof Loy, Uwe Eric Laufenberg und Dietrich Hilsdorf wirkte. Bereits für ihr erstes eigenes Regiedebüt der Oper Madama Butterfly erhielt sie den Gelsenkirchener Theaterpreis. Mehr als 60 Produktionen leitete sie anschließend als freischaffende Opernregisseurin im In- und Ausland, unter anderem an den Bühnen von Köln, Nürnberg, Bielefeld, Münster, Wiesbaden, Bremen, Oldenburg, Osnabrück, Weimar, Dortmund, Linz, Graz, Antwerpen, Kassel und Mannheim. Dabei wurden ihre Inszenierungen der Zauberflöte in Weimar, der Winterreise in Bielefeld und von Hoffmanns Erzählungen in Kassel von der Zeitschrift opernwelt zu den jeweils Besten im Vergleich zu anderen Inszenierungen gewählt. Für ihre Regiearbeit der Oper La nonne sanglante von Charles Gounod in Osnabrück im Jahre 2008 erhielt Rech den Publikumspreis für die beste Inszenierung des Jahres. Darüber hinaus ist sie auch für den Frauentheaterpreis des Landes NRW nominiert worden.
Im Jahr 2010 folgte Gabriele Rech einem Ruf an die Hochschule für Musik und Tanz in Köln, wo sie die Professur für szenischen Unterricht und Projektkoordination in der Abteilung Aachen innehat. Im Sommer 2023 übernahm sie als Nachfolgerin von Hans-Werner Huppertz als Geschäftsführende Direktorin die Leitung der Aachener Abteilung der Musikhochschule Köln.

## Werke (Auswahl)
Einen detaillierten Überblick ihrer Regietätigkeit ab 1992 findet sich unter der Rubrik „Work 1992–2022“ auf ihrer Homepage.